# Морсели, Абдеррахман
Абдеррахман Морсели (араб. عبد الرحمان مرسلي‎; род. 1 января 1957) — алжирский легкоатлет, специалист по бегу на средние дистанции и кроссу. Выступал за сборную Алжира по лёгкой атлетике в 1975—1985 годах, обладатель бронзовой медали Всемирной Универсиады, серебряный призёр чемпионата Африки, серебряный и бронзовый призёр Средиземноморских игр, трёхкратный чемпион Алжира на дистанции 1500 метров, участник двух летних Олимпийских игр.

## Биография
Абдеррахман Морсели родился 1 января 1957 года.
Впервые заявил о себе в лёгкой атлетике на международном уровне в сезоне 1975 года, когда вошёл в состав алжирской сборной и выступил на чемпионате мира по кроссу в Рабате, где занял среди юниоров 23-е место.
В 1976 году на кроссовом чемпионате мира в Чепстоу показал в юниорском забеге 17-й результат.
В 1977 году на соревнованиях Тунисе установил свой личный рекорд в беге на 1500 метров — 3:36.26. Будучи студентом, представлял Алжир на Всемирной Универсиаде в Софии, где в зачёте 1500 метров завоевал бронзовую награду. Стартовал в той же дисциплине на Кубке мира в Дюссельдорфе, став на финише четвёртым.
В 1978 году среди прочего финишировал четвёртым на домашних Всеафриканских играх в Алжире.
В 1979 году отметился выступлением на Спартакиаде народов СССР в Москве, выиграл серебряную медаль на чемпионате Африки в Дакаре, уступив в 1500-метровом беге только кенийцу Майку Бойту. На Всемирной Универсиаде в Мехико стал четвёртым в дисциплинах 800 и 1500 метров. На Средиземноморских играх в Сплите с личным рекордом 1:46.38 получил серебро в беге на 800 метров и взял бронзу в беге на 1500 метров.
Благодаря череде успешных выступлений в 1980 году удостоился права защищать честь страны на летних Олимпийских играх в Москве — в ходе предварительного квалификационного этапа 1500 метров показал время 3:45.96, чего оказалось недостаточно для выхода в полуфинальную стадию соревнований.
В 1983 году занял 179-е место на чемпионате мира по кроссу в Гейтсхеде. Принимал участие во впервые проводившемся чемпионате мира по лёгкой атлетике в Хельсинки, где в программе 1500 метров дошёл до полуфинала. На Средиземноморских играх в Касабланке пришёл к финишу четвёртым.
На Олимпийских играх 1984 года в Лос-Анджелесе с результатом 3:45.09 не смог преодолеть предварительный квалификационный этап 1500 метров. Стартовал на международном турнире «Дружба-84» в Москве, где показал время 3:42.05 и занял седьмое место.
В 1985 году занял 158-е место на кроссовом чемпионате мира в Лиссабоне.
Приходится старшим братом титулованному бегуну на средние дистанции Нуреддину Морсели, олимпийскому чемпиону, трёхкратному чемпиону мира на дистанции 1500 метров.